# Змейковские водопады
Змейковские водопады — каскад водопадов на территории Сочинского национального парка. Объект является памятником природы, охраняется государством. Популярное место отдыха жителей и гостей города Сочи.

## Описание
Каскад образованный рекой Змейка притоком реки Мацесты. Второе название реки Змейка — Дикарка, было дано русскими поселенцами в XIX веке.
Первый и второй водопады имеют высоту около 30 метров, последующие — от 1.5 до 9 метров.